# Algoma—Manitoulin (circonscription provinciale)
Circonscription électorale provinciale du Canada
Algoma—Manitoulin est une circonscription provinciale de l'Ontario représentée à l'Assemblée législative de l'Ontario depuis 1934. 

## Géographie
La circonscription comprend:
- Les districts de Manitoulin et d'Algoma
- La partie ouest du Sudbury
- La partie sud-est du Thunder Bay
  - Les villes d'Elliot Lake et Espanola
  - Les villages de Chapleau, Wawa, Dubreuilville er Hornepayne
  - Le canton de Sables-Spanish Rivers

Les circonscriptions limitrophes sont Sault Ste. Marie, Bruce—Grey—Owen Sound, Parry Sound—Muskoka, Nickel Belt, Mushkegowuk—Baie James et Thunder Bay—Supérieur-Nord.

## Historique
| Législature | Années        | Député | Député           | Parti                     |
| ----------- | ------------- | ------ | ---------------- | ------------------------- |
| 19e         | 1934-1937     |        | Wilfred Miller   | Libéral                   |
| 20e         | 1937-1943     |        | Wilfred Miller   | Libéral                   |
| 21e         | 1943-1945     |        | Wilfred Miller   | Libéral                   |
| 22e         | 1945-1948     |        | John Fullerton   | Progressiste-conservateur |
| 23e         | 1948-1951     |        | John Fullerton   | Progressiste-conservateur |
| 24e         | 1951-1955     |        | John Fullerton   | Progressiste-conservateur |
| 25e         | 1955-1959     |        | John Fullerton   | Progressiste-conservateur |
| 26e         | 1959-1963     |        | John Fullerton   | Progressiste-conservateur |
| 27e         | 1963-1967     |        | Stan Farquhar    | Libéral                   |
| 28e         | 1967-1971     |        | Stan Farquhar    | Libéral                   |
| 29e         | 1971-1975     |        | John Gordon Lane | Progressiste-conservateur |
| 30e         | 1975-1977     |        | John Gordon Lane | Progressiste-conservateur |
| 31e         | 1977-1981     |        | John Gordon Lane | Progressiste-conservateur |
| 32e         | 1981-1985     |        | John Gordon Lane | Progressiste-conservateur |
| 33e         | 1985-1987     |        | John Gordon Lane | Progressiste-conservateur |
| 34e         | 1987-1990     |        | Michael A. Brown | Libéral                   |
| 35e         | 1990-1995     |        | Michael A. Brown | Libéral                   |
| 36e         | 1995-1999     |        | Michael A. Brown | Libéral                   |
| 37e         | 1999-2003     |        | Michael A. Brown | Libéral                   |
| 38e         | 2003-2007     |        | Michael A. Brown | Libéral                   |
| 39e         | 2007-2011     |        | Michael A. Brown | Libéral                   |
| 40e         | 2011-2014     |        | Michael Mantha   | NPD                       |
| 41e         | 2014-2018     |        | Michael Mantha   | NPD                       |
| 42e         | 2018-2022     |        | Michael Mantha   | NPD                       |
| 43e         | 2022-2025     |        | Michael Mantha   | NPD                       |
| 44e         | 2025-en cours |        | Bill Rosenberg   | Progressiste-conservateur |